# 竹本和彦
竹本 和彦（たけもと かずひこ、1951年 - ）は、日本の環境官僚。地球環境審議官、環境省参与、国連大学サステイナビリティ高等研究所長、東京大学未来ビジョン研究センター特任教授等を歴任した。

## 人物・経歴
兵庫県加西市出身。兵庫県立北条高等学校を経て、1974年東京大学工学部都市工学科卒業、環境庁入庁。1989年世界銀行アジア技術局環境スペシャリスト。1992年ジョンズ・ホプキンズ大学ポール・H・ニッツェ高等国際関係大学院卒業、国際公共政策修士（専門職）。1993年環境庁研究調査室長。1995年International Institute for Applied StudiesAnalysis (IIASA)研究員。1996年環境庁地球環境局審議官。1998年環境庁長官官房国際課長。1999年環境庁地球温暖化対策課長。2001年環境省大臣官房審議官。2002年環境省廃棄物リサイクル対策部長。2003年環境省地球環境局次長。2005年環境省環境管理局長。2008年地球環境審議官。2010年環境省参与、国連大学高等研究所シニアフェロー。2013年東京大学博士（工学）。2014年国連大学サステイナビリティ高等研究所所長。2020年加西市特別顧問。東京大学未来ビジョン研究センター特任教授、一般社団法人海外環境協力センター理事長、岡山大学外部評価委員等も歴任した。2022年、瑞宝重光章受章。

## 編書
- 『環境政策論講義―ＳＤＧｓ達成に向けて』東京大学出版会 2020年